# Sergiu Toma
Sergiu Toma (Chisináu, 29 de enero de 1987) es un deportista moldavo que compite en judo (desde 2013 compite para los Emiratos Árabes Unidos).
Participó en los Juegos Olímpicos de Río de Janeiro 2016, obteniendo una medalla de bronce en la categoría de –81 kg. Ha ganado una medalla de bronce en el Campeonato Mundial de Judo de 2011 y una medalla de plata en el Campeonato Europeo de Judo de 2011.

## Palmarés internacional
| Representando a los Emiratos Árabes Unidos |                         |                   |           |
| Juegos Olímpicos                           |                         |                   |           |
| Año                                        | Lugar                   | Medalla           | Categoría |
| 2016                                       | Río de Janeiro (Brasil) | Medalla de bronce | –81 kg    |
| Representando a Moldavia                   |                         |                   |           |
| Campeonato Mundial                         |                         |                   |           |
| Año                                        | Lugar                   | Medalla           | Categoría |
| 2011                                       | París (Francia)         | Medalla de bronce | –81 kg    |
| Campeonato Europeo                         |                         |                   |           |
| Año                                        | Lugar                   | Medalla           | Categoría |
| 2011                                       | Estambul (Turquía)      | Medalla de plata  | –81 kg    |